# زي النهارده (فلم)
زي النهاردة فيلم مصري، إنتاج عام 2008، وهو العمل الأول للكاتب والمخرج عمرو سلامة ويعد الفيلم أول فيلم يخرجه.
تاريخ عرض الفيلم يوافق عيد الفطر في مصر لعام 1429 هـ.

## قصة الفيلم
تدور أحداث الفيلم حول فتاة مترجمة "بسمة" توفي خطيبها "أيمن" بسبب أخوها "محمد" المدمن على المخدرات، فدخلت في حالة حزن شديد. بعد تعافيها تعرفت على شخص آخر "ياسر" وأحبته فبدأت تلاحظ وجود تشابه كبير في الأحداث التي حدثت مع خطيبها السابق فدخلت في دوامة من الخوف وحاولت أن تحمي خطيبها حتى لا تكون نهايته مثل نهاية خطيبها السابق.

## الممثلون
- بسمة
- أحمد الفيشاوي
- آسر ياسين
- أروى جودة
- نبيل عيسى
- مها أبو عوف
- رانيا شاهين
- محمود البزاوي
- عبد العزيز مخيون
- زينب إسماعيل
- هناء عبد الفتاح
- هاني عادل
- أحمد صفوت
- أحمد الحلواني
- رمضان خاطر

## وصلات خارجية
- زي النهارده على موقع IMDb (الإنجليزية)
- زي النهارده على موقع قاعدة بيانات الأفلام العربية
- زي النهارده على موقع أول موفي (الإنجليزية)
- زي النهارده على موقع فيلمافينيتي (الإسبانية)
- الموقع الرسمي للفيلم